# Hieracium chlorocephalum
Hieracium chlorocephalum — вид рослин із родини айстрових (Asteraceae).

## Біоморфологічна характеристика

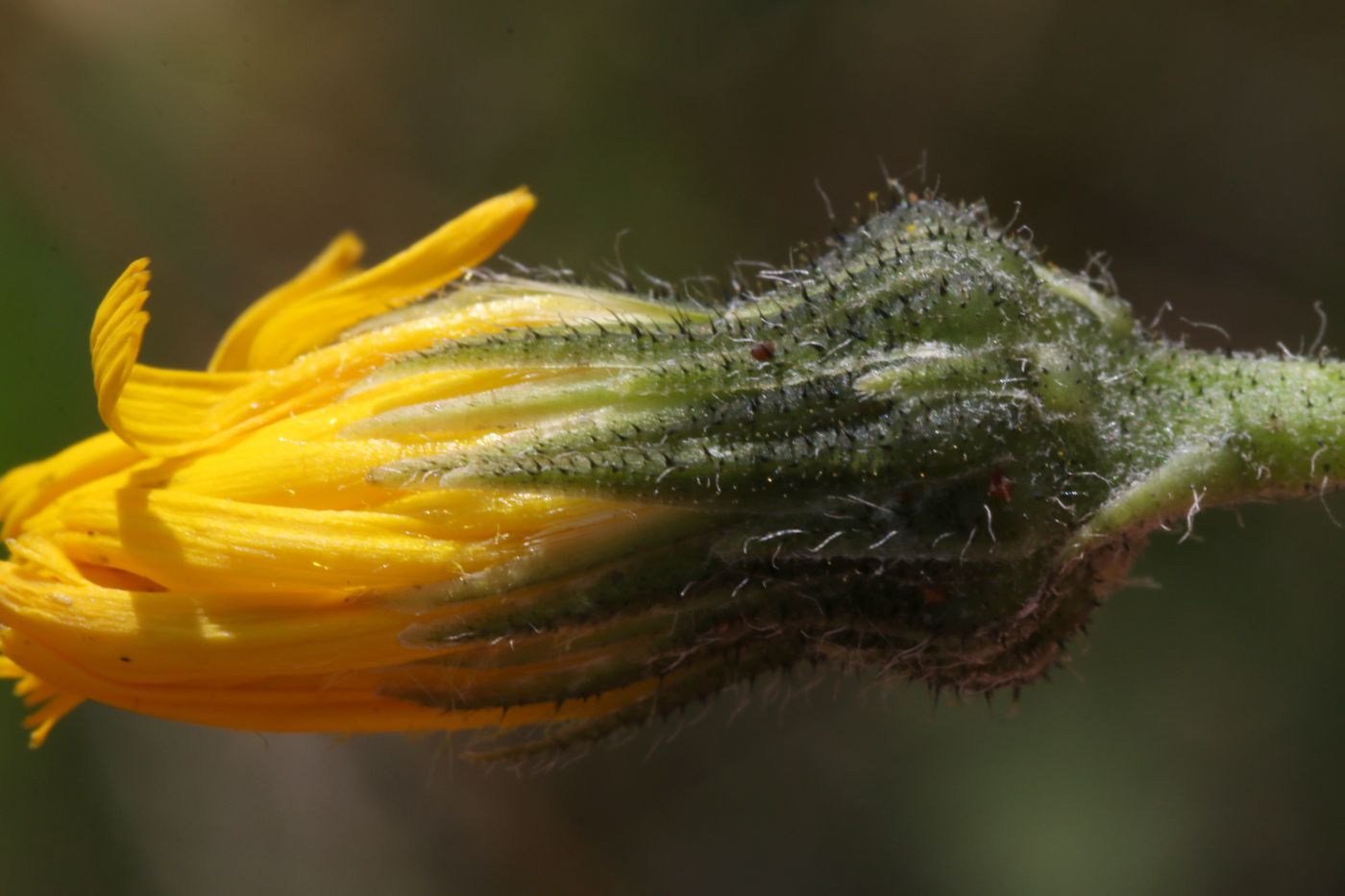
Квіткова голова (кошик)

Багаторічна трав'яниста рослина з прямим простим стеблом, зазвичай виростає у висоту від 20 до 40 см. Стебло волосисте, особливо внизу. Листки жорсткі, світло-зелені, від волохатих до лисих. Приземна розетка складається з 1–3 листків, але на момент цвітіння вони можуть бути вже сухими. Вони на довгих ніжках, завдовжки від 9 до 13 см, пластина еліптична чи ланцетна, у нижній і середній частині неправильно-зубчаста. Стебла листків від 3 до 6, розподілені рівномірно, нижні на ніжках, верхні дрібніші й сидячі. Синцвіття найчастіше має від 1 до 4 гілок, вкритими розкиданими залозками й численними зірчастими волосками, і від 1 до 7 (рідше до 12) кошиків. Обгорткові приквітки помітно розширюються до основи, зверху тупо загострені, темно-сірі, внутрішні помітно світло смугасті; вони вкриті розкиданими темними простими волосками й залозами, лише біля основи з ізольованими зірчастими волосками. Язички жовті, плоскі, завдовжки до 16 мм. Плоди коричнево-чорні, завдовжки від 3 до 3.5 мм. 

## Середовище проживання
Зростає у Європі (Австрія, Чехія, Словаччина, Німеччина, Польща, Румунія, Україна).